# Нађа Ауерман
Нађа Ауерман (Берлин, 19. март 1971) немачка је манекенка и супермодел. Рођена је и одрасла је у Берлину, у грађанској породици. Током деведесетих година 20. века била је један од најтраженијих немачких топ модела, поред Клаудије Шифер и Татјане Патиц. Каријеру је почела са 19 година, када су је открили у кафићу у Берлину. 1992. године, појављује се у видео споту за песму „Too funky” певача Џорџа Мајкла. Има плаву косу и плаве очи, дизајнер Валентино ју је упоредио са немачком глумицом Марлен Дитрих. Била је на насловницама најпознатијих модних магазина као што је Воуг. Радила је за бројне модне дизајнере и модне куће, као што су Прада, Шанел, Фенди, Роберто Кавали, Лаура Бјађоти, Валентино, Кристијан Диор, Ив Сен Лоран, Ђанфранко Фере, Ђани Версаче, Ђорђо Армани, Дона Каран, Долче и Габана и други.